# Гірничий удар
Гірничий удар (англ. rock bump, rock burst; нім. Gebirgsschlag, Bergschlag) — швидке руйнування критично напруженої частини масиву вугілля (порід), що прилягає до гірничої виробки.

## Загальна інформація
Г.у. виникає внаслідок миттєвого перетворення в кінетичну енергію накопиченої в масиві потенційної енергії пружного стиснення масиву поблизу Г.у. та пружних деформацій вмісних порід.
Супроводжується викидом вугілля (порід) в гірничу виробку, її руйнуванням, сильним звуковим ефектом та виникненням потужної повітряної хвилі. Г.у. звичайно відбуваються при глибинах розробки понад 200 м.
За силою вияву виділяють стріляння, поштовхи, мікроудари і власне Г.у.

## Способи боротьби з гірничими ударами
Боротьба з Г.у. ведеться:
- шляхом зниження гірничого тиску на пласт, рудне тіло за допомогою спец. поділу родовища на шахтні поля і порядку їх відробки, які виключають утворення ділянок з великою концентрацією напружень;
- випереджуючою відробкою безпечних, захисних, сусідніх пластів, шарів, покладів;
- бесціликовою технологією відробки, скороченням кількості гірн. виробок попереду фронту очисних робіт;
- зменшенням здатності пласта корисної копалини (породи) до накопичення пружної енергії (камуфлетними вибухами, нагнітанням води в пласт, розвантажувальними свердловинами і щілинами) та інш.

Обмеження сили вияву Г.у. досягається застосуванням саморозпірних прохідницьких комбайнів, щитів, податливого кріплення, оптимізацією параметрів буропідривних робіт, переходом на проведення гірничих виробок комбайнами, гідравлічним способом, вибуховим способом в режимі струсного висадження.

## ГІРНИЧИЙ УДАР З РУЙНУВАННЯМ ПОРІД (ВУГІЛЛЯ) ПІДОШВИ (ПОКРІВЛІ) ВИРОБКИ
ГІРНИЧИЙ УДАР З РУЙНУВАННЯМ ПОРІД (ВУГІЛЛЯ) ПІДОШВИ (ПОКРІВЛІ) ВИРОБКИ — миттєве крихке руйнування порід підготовчої виробки, що супроводжується частковим або повним заповненням виробки зруйнованою породою, струсом масиву, різким звуком і пилоутворенням. Можливе раптове виділення газу або(і) раптовий викид вугілля та газу. Розвитку явища сприяє напружений стан масиву гірських порід, високі міцнісні і пружні властивості порід підошви (покрівлі) виробки, розташування за цими породами більш слабкої породи (вугілля), первинні посадки основної покрівлі в очисних вибоях, яка складена міцними породами. За спостереженнями, описаний Г.у. має місце коли ширина виробки знаходиться в межах (1,5-4)m, де m — потужність шару породи підошви (покрівлі), схильного до руйнування у формі Г.у. Попереджувальні ознаки явища відсутні.

## ГІРНИЧО-ТЕКТОНІЧНИЙ УДАР
ГІРНИЧО-ТЕКТОНІЧНИЙ УДАР — миттєве крихке руйнування породи (вугілля) в глибині масиву з виникненням сейсмічної хвилі енергією 103—1010 Дж і більше, що спричиняє крихке руйнування крайової частини масиву (цілика) вугілля у формі гірничого удару. Г.-т.у. відрізняється підвищеною інтенсивністю, виявом одночасно в ряді гірничих виробок шахти або навіть сусідніх шахт. Характер руйнування виробок (ціликів) такий самий, як і при звичайних гірничих ударах, але може виявлятися більш інтенсивно. Умови виникнення Г.-т.у. теж такі ж, як і при звичайних гірничих ударах, але з обов'язковим деформуванням гірського масиву і появою сейсмічної хвилі. Розвитку Г.-т.у. сприяє напружений стан масиву гірських порід, високі міцнісні та пружні властивості вугілля і бічних порід, наявність струсів масиву, які викликані крихким руйнуванням гірських порід. Попереджувальні ознаки відсутні.